# Příští nájemníci
Příští nájemníci nebo Příští vlastníci (anglicky "The Next Tenants") je sci-fi povídka spisovatele Arthura C. Clarka, která vyšla v ČR ve sbírkách Zkazky z planety Země (Knižní klub 1996 a Baronet 1996, 2011  - zde pod názvem Příští nájemníci) a Historky od Bílého jelena (Polaris 2001 - zde pod názvem Příští vlastníci).
V angličtině vyšla mj. ve sbírce Tales from Planet Earth.
Povídka pojednává o možnosti vyhlazení lidstva sebou samým. Profesor Takato (biolog - jedna z hlavních postav příběhu) vidí jako příští dominantní obyvatele planety Země termity. Vypravěčem příběhu je Harry Purvis, vědec, jenž se objevuje ve vícero Clarkových povídkách.

## Historie povídky
Clarke napsal tuto povídku v roce 1954 - v době, kdy žil v Coral Gables v Miami a v televizi uviděl první zkoušky vodíkové pumy.

Další Clarkovo dílo, jež se týká termitů je povídka Ústup ze Země ("Retreat from Earth"). Autor se domnívá, že jeho zájem o tento hmyz vyvola povídka "Nájezd na termity" ("The Raid on the Termites") Paula Ernsta, která vyšla v časopise Astounding Stories v červnu 1932.

## Postavy
- Prof. Takato - biolog, provádí experimenty s termity.
- Harry Purvis - vědec v jaderném programu.

## Příběh
Harry Purvis vypráví v hospodě historku o setkání se samotářským vědcem, když sám prováděl sbírání dat v Pacifiku během jaderných testů. Společně s dvěma dalšími vědci byli vysazeni na atolu vzdáleném přibližně 1500 km od Bikini. Atol by měl být neobydlený, ale Harry narazí při průzkumu ostrova na samotářského vědce Takata. Představí se a profesor Takato - biolog, potěšen přítomností vědeckého kolegy, mu ukáže svůj výzkum. Týká se termitů.
Profesor vysvětluje, že termité patří k nejvyvinutějším druhům společenského hmyzu a žijí všude v tropech. Nemají rádi chladné počasí a nesnesou ani přímé sluneční světlo, proto si staví malé kryté silnice. Mají malé zahrádky a vůbec celá kolonie působí jako inteligentní organismus, i když jednotliví termité se chovají instinktivně.
Purvis se dozví, že profesor se naučil s termity jistým způsobem komunikovat. Čtyři nebo pět dní od prvního setkání začaly měřící přístroje (Geigerův-Müllerův počítač) profesora Takata vykazovat zvýšené hodnoty radiace. Harry jej informuje, že došlo k explozi zkušební vodíkové bomby v Pacifiku, což zřejmě rozšířilo radioaktivní spad a ovlivnilo přístroje. Profesor Takato odvětí, že jeho rodina pocházela z Nagasaki. Na to nemá Harry Purvis co říct.
Prof. Takato nadhodí otázku, kdo se stane dalším vládcem Země a rozhodne se ukázat Harrymu další část výzkumu, se kterou se ještě nikomu nesvěřil. Purvis však profesorovi pomohl opravit rádio a zapojit některé přístroje a dosáhl tak jeho vděku.
Takato za pomoci mikromanipulátoru dodal termitům některé předměty - např. miniaturní saně a termiti si podle nich vyrobili další. Purvis je ohromen. Profesor pokračuje ve výkladu. Termité ustrnuli na své úrovni miliony let předtím, než se objevil člověk, dostali se do slepé uličky. Takato se pokouší je podpořit ve vývoji a tak jim dodal páku, saně a hodlá jim předat kolo. Začal u jednoho termitiště a termiti si vynálezy mezi sebou předali, protože dokážou spolupracovat. Takato to dělá nikoli ze zášti vůči lidem, věří pouze, že člověka již nečeká žádná budoucnost a tak chce tento vizionář podat pomocnou ruku jiné rase, která má šanci se rozvinout.
Během několika týdnů plánuje biolog důležitý krok, ukáže termitům oheň. Purvisova práce na atolu skončila a on odlétá. Přemýšlí o těchto podivuhodných zážitcích a o tom, zda by měl tomuto výzkumu zabránit. Nenajde však dostatečný důvod, proč to udělat. Až termiti dosáhnou jisté technologické vyspělosti, dny lidstva budou sečteny. Termiti dostanou svou šanci a jen těžko si budou vést hůře než lidé.
| „                                     | „Dám jim oheň.“ Kupodivu jsem ani na okamžik nezapochyboval, že se to profesorovi podaří. A až to udělá, nezachrání mou rasu ani ty síly, které právě rozpoutala... | “ |
| — Arthur C. Clarke - Příští nájemníci | |   |